# مرغ توفان پولینزی
مرغ توفان پولینزی (نام علمی: Nesofregetta fuliginosa)، نام یک گونه از تیره مرغ طوفان است.